# Scinax x-signatus
A Scinax x-signatus a kétéltűek (Amphibia) osztályának békák (Anura) rendjébe és a levelibéka-félék (Hylidae) családjába tartozó faj.

## Előfordulása
A faj Brazíliában, Guyanában, Kolumbiában, Suriname-ban és Venezuelában él. Természetes élőhelye szubtrópusi vagy trópusi nedves síkvidéki erdők, száraz szavannák, nedves szavannák, édesvizű tavak, édesvizű mocsarak, időszakos édesvizű mocsarak, legelők, ültetvények, kertek, lepusztult erdők.